# Óscar Aguirregaray
Óscar Osvaldo Aguirregaray Acosta (Montevideo, 25 ottobre 1959) è un ex calciatore uruguaiano, di ruolo difensore. Ha vinto la Copa América 1987 e la Copa América 1995 con la Nazionale uruguaiana.
Anche suo figlio Matías è un calciatore.

## Carriera

### Club
Debutta nel 1980 con il Nacional di Montevideo; nel 1985 lascia la squadra per il Defensor Sporting. Nel 1988 si trasferisce in Brasile, all'Internacional di Porto Alegre, e successivamente
al Palmeiras. Tornato in Uruguay, chiude la carriera a 41 anni con il Penarol.

### Nazionale
Ha giocato 10 partite con la Nazionale di calcio dell'Uruguay, vincendo la Copa América 1987 e la Copa América 1995.

## Palmarès

### Club

#### Competizioni nazionali
- Campionato uruguaiano: 9

Nacional: 1980, 1983
Defensor: 1987, 1991
Peñarol: 1994, 1995, 1996, 1997, 1999
- Liguilla Pre-Libertadores de América: 4

Nacional: 1982
Defensor: 1991
Peñarol: 1994, 1997

#### Competizioni internazionali
- Coppa Intercontinentale: 1

Nacional: 1980

### Nazionale
- Coppa America: 2

1987, 1995